# 灰胸繡眼鳥
灰胸繡眼鳥（Zosterops lateralis），又名銀繡眼鳥，是澳洲、紐西蘭及西南太平洋群島，即豪勳爵島、新喀里多尼亞、羅亞爾特群島、瓦努阿圖及斐濟特有的一種雀。牠們分佈在澳洲肥沃的西南部及東南部（包括塔斯曼尼亞及巴斯海峽），及昆士蘭熱帶的岸邊，包括約克角半島。

## 科學分類
灰胸繡眼鳥有幾個亞種：
- Z. l. gouldi：分佈在澳洲西部。
- Z. l. halmaturinus：分佈在澳洲西部，特徵是灰色的胸部及杏色兩側。
- Z. l. lateralis：分佈在澳洲東部，特徵是其灰色胸部。
- Z. l. tephropleurus：是豪勳爵島瀕危的鳥類。[2]

## 行為
灰胸繡眼鳥在春天及初夏（主要是9月至12月）繁殖。牠們以草、苔蘚、毛髮、蜘蛛網及冠毛來築巢，巢會築在樹上。牠們每次會生2-4隻淡藍色的蛋。在繁殖期會哺育兩隻雛鳥。當雛鳥長毛時會聚在一起，並在夏末向北遷徙。牠們會沿海岸及山脈向北遷徙，日間不斷的覓食，晚間則飛行一段很長的距離。
在塔斯曼尼亞的灰胸繡眼鳥會橫渡巴斯海峽，擴散至維多利亞州、新南威爾士及昆士蘭東北部。牠們似乎會遷徙至更北的地方，一些住在最北的則會全年留在當地。在紐西蘭最早發現灰胸繡眼鳥是於1832年，於1856年其數量上升更多，估計是一些遷徙中的灰胸繡眼鳥因避開暴風而來到東面。由於沒有證據顯示牠們是入侵物種，故牠們被認為是原住民而受到保護。
灰胸繡眼鳥是雜食性的，尤其喜歡吃果實。由於牠們較為細小，可以輕易進出鳥網，故一些人將牠們當作害蟲。

## 外部連結
- Internet Bird Collection